# Notoxus cechovskyi
Notoxus cechovskyi es una especie de coleóptero de la familia Anthicidae.

## Distribución geográfica
Habita en Turkmenistán.